# Marptodesmus chanleri
Marptodesmus chanleri är en mångfotingart som beskrevs av Cook 1896. Marptodesmus chanleri ingår i släktet Marptodesmus och familjen Gomphodesmidae. Inga underarter finns listade i Catalogue of Life.